# 나주 임서 신도비
임서 신도비(林㥠 神道碑)는 전라남도 나주시 다시면 가운리 159-2번지에 있다. 2013년 11월 11일 나주시의 향토문화유산 제37호로 지정되었다.

## 지정 사유
임서(1570~1624)의 신도비로 청음 김상헌이 撰하였다. 비명은 有名朝鮮國羅州林㥠神道碑이다. 임서는 호는 석촌으로 풍암 임복과 남평서씨의 아들로 회진에서 태어났다. 1599년 문과에 급제한 후 공조 예조 병조의 좌랑을 거쳐 전라도안핵사, 무장현감을 지내고 1610년 병조정랑이 되었다. 1612년 페모론이 일어나자 사직하고 고향에 돌아왔다. 1623년 인조반정으로 안동부사가 되고 황해도관찰사가 되어 폐단을 일소하고 농업의 권장과 군사의 조련에 힘썼다. 이듬해 이괄의 난이 일어나자 적을 토벌하고 군량을 보굽하는 등 공을 세워 가선대부에 승계되고 임기가 만료되자 同知中樞府事 겸 五衛都摠府副摠管에 제수되었다. 평생 청렴하여 칭송을 받았던 임서를 기리는 신도비는 역사적 의미가 크다.